# Isaac Mayer Dick
Isaac Mayer Dick (Vílnius, 1807 - 24 de gener de 1893) fou un hebraista, jiddischista, i novel·lista rus.